# Primavera (Vai Chuva)
Primavera é uma canção brasileira composta por Cassiano e Silvio Rochael, gravada pelo cantor Tim Maia e lançada em seu álbum de estreia homônimo de 1970. Trata-se do grande sucesso desse álbum e a interpretação de Tim Maia foi elogiada à época do lançamento pelo crítico Carlos Vergueiro, que a considerou dentre as melhores de 1970.
Sua gravação ocorreu em agosto de 1969, no estúdio Scatena, em São Paulo, sob a produção de Arnaldo Saccomani para aquele álbum. Conta com vocais de apoio de Os Diagonais e arranjo de cordas românticas no estilo Isaac Hayes dos maestros Waltel Branco e Waldir Arouca Barros.
Por causa da gravação de "Primavera (Vai Chuva)" feita por Tim Maia, Nelson Motta, ao ouvi-la, decidiu chamá-lo para mostrar canções suas a Elis Regina. Assim, a cantora gaúcha gravou "These Are the Songs" em dueto com o cantor carioca no seu novo álbum. A gravação acabou rodando a gravadora CBD-Philips (selo Polydor) e foi responsável pela empresa acelerar o processo de gravação de seu álbum.